# Trinidad García de la Cadena (Messico)
Trinidad García de la Cadena è una municipalità dello stato di Zacatecas, nel Messico centrale, il cui capoluogo è l'omonima località.
Conta 3.013 abitanti (2010) e ha un'estensione di 307,70 km².
Il nome della località ricorda Trinidad García de la Cadena, governatore dello stato di Zacatecas.